# ألان جيلز
ألان جيلز (بالإنجليزية: Alan Gillis)‏ هو فلاح وسياسي أيرلندي، ولد في 22 سبتمبر 1936 في دبلن في جمهورية أيرلندا. حزبياً، نشط في فاين جايل. في انتخابات البرلمان الأوروبي 1994، انتخب عضو في البرلمان الأوروبي عن دائرة لينستر ‏ لترشحه ضمن   قائمة فاين جايل، وقد انضم خلال فترته النيابية (19 يوليو 1994 – 19 يوليو 1999)  للكتلة البرلمانية الكتلة البرلمانية لحزب الشعب الأوروبي.